# Anastasia Divinskaya
Anastasia Divinskaya é a representante interina da ONU Mulheres Brasil, desde 2019.

## Biografia

### Educação
Anastasia é mestra em Artes, Literatura e Línguas Germânicas pela Faculdade de Humanidades e pós-graduada em Teoria Econômica pela Kyrgyz Slavic University, no Quirguistão.

### Carreira
Começou sua carreira há 20 anos como Assistente Júnior no escritório da ONU de seu país de origem, o Quirguistão. Antes de trabalhar na ONU Mulheres, atuou no Fundo de População das Nações Unidas (UNFPA) e no Programa das Nações Unidas para o Desenvolvimento (PNUD), ambas organizações no Quirguistão.
Entre 2007 e 2010, foi oficial a cargo do escritório do UNIFEM/ONU Mulheres no Quirguistão. De 2010 a 2013, trabalhou na ONU Mulheres Maldova, liderando o programa de governança e descentralização local com perspectiva de gênero com foco em direitos de minorias políticas. Também atuou como representante da ONU Mulheres Ucrânia, em que liderou a criação do escritório no país e pode coordenar ações para o avanço da igualdade de gênero e os direitos humanos das mulheres na agenda de recuperação, construção da paz e reforma nacional da Ucrânia. Entre 2013 e 2015, atuou como vice-representante da ONU Mulheres Timor-Leste nas áreas de programas, operações e coordenação interagencial nas Nações Unidas.
Divinskaya foi designada para o cargo de representante do escritório da ONU Mulheres Brasil em dezembro de 2019, após seus 19 anos de experiência profissional nas Nações Unidas em igualdade de gênero, empoderamento das mulheres e direitos humanos.
Em 25 de novembro de 2021, Dia Internacional pela Eliminação da Violência contra as Mulheres, lançou no Brasil a campanha anual dos "16 Dias de Ativismo pelo Fim da Violência contra as Mulheres", com o apoio do Secretário-geral da ONU. Também esse ano, sob sua liderança, a ONU Mulheres Brasil implementou a campanha “UNA-SE Pelo fim da violência contra mulheres e meninas - Vida e dignidade para todas” com foco em dar visibilidade à complexidade da violência no país contra as mulheres e meninas negras, indígenas, quilombolas, LBTQIAP+ (lésbicas, bissexuais, trans, queer, intersexuais, assexuais, pansexuais, entre outras), com deficiência, idosas, migrantes e refugiadas, destacando a importância da conscientização, as causas para essa violência, as implicações e suas consequências.

## Vida Pessoal
Anastasia é casada e tem uma filha. Seu marido atualmente é aposentado da ONU, onde ocupou vários cargos na organização, desde oficial de Coordenação da ONU no Quirguistão a analista político no Iraque.